# 예르겐 페르손 (탁구 선수)
라르스에리크 예르겐 페르손(스웨덴어: Lars-Erik Jörgen Persson, 1966년 4월 22일~)은 스웨덴의 탁구 선수, 지도자이다. 그는 1988년 하계 올림픽 대회부터 2012년 하계 올림픽 대회까지 7회 연속으로 참가하였다. 또한 세계 선수권 대회에서 금메달 5개, 은메달 4개, 동메달 2개를 획득했고 유럽 선수권 대회에서 금메달 8개, 은메달 1개, 동메달 4개를 획득했다.
2003년 국제 탁구 연맹 명예의 전당에 헌액되었다.

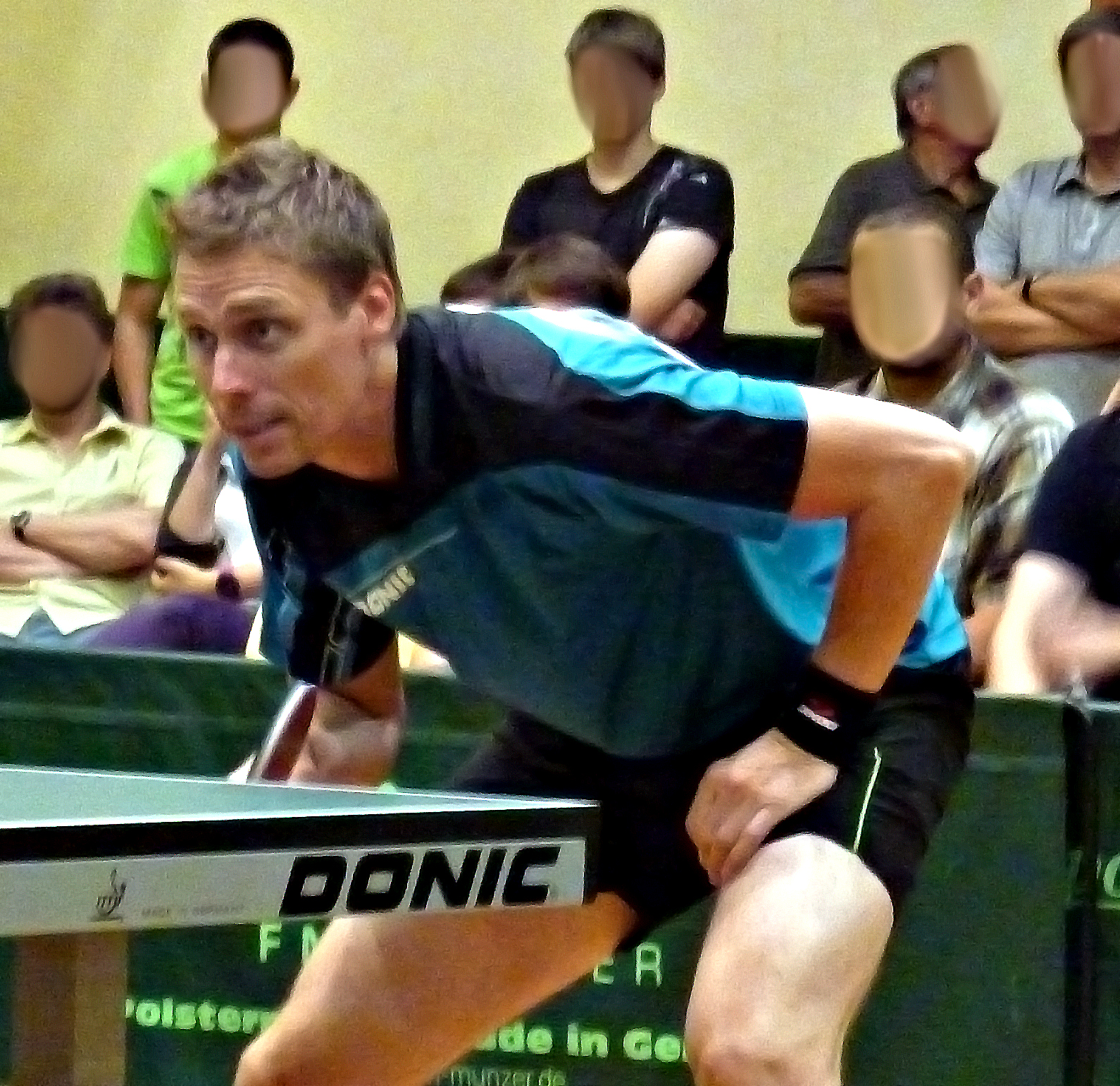
경기 중인 페르손(2013년)

## 주요 전적
- 올림픽
  - 2000년 시드니 올림픽 대회 남자 단식 4위
  - 2008년 베이징 올림픽 대회 남자 단식 4위

- 세계 탁구 선수권 대회
  - 1987년 세계 탁구 선수권 대회 (뉴델리) 남자 단체 준우승
  - 1989년 세계 탁구 선수권 대회 (도르트문트) 남자 단식 준우승, 남자 단체 우승
  - 1991년 세계 탁구 선수권 대회 (지바) 남자 단식 우승, 남자 복식 준우승
  - 1993년 세계 탁구 선수권 대회 (예테보리) 남자 단체 우승
  - 1995년 세계 탁구 선수권 대회 (톈진) 남자 단체 준우승
  - 1997년 세계 탁구 선수권 대회 (뉴델리) 남자 복식 우승
  - 2000년 세계 탁구 선수권 대회 (쿠알라룸푸르) 남자 단체 우승
  - 2001년 세계 탁구 선수권 대회 (오사카) 남자 단체 3위